# PGP RTB
Produkcija Gramofonskih Ploča Radio Televizije Beograd (PGP RTB), ook wel RTB Records, was een platenlabel van de staat Joegoslavië. Het label werd in 1959 opgericht en maakte deel uit van RTB (de radio- en televisie-omroep in Belgrado). Aangezien deze omroep na het uiteenvallen van Joegoslavië in 1993 de radio- en televisieomroep van Servië (RTS) werd, veranderde de naam van het label in PGP RTS. 
Op het label is popmuziek uitgekomen, rockmuziek, jazz, klassieke muziek, volksmuziek en folk, easy-listening, muziek van talloze Joegoslavische artiesten en gesproken woord (toespraken van Josip Broz Tito). Voorbeelden van Joegoslavische artiesten op het PGP RTB label zijn Silvana Armenulić, Zora Dubljević, Lepa Brena, Zdravko Čolić, Tereza Kesovija en Đorđe Marjanović.
Ook werd muziek uit het 'buitenland' in licentie uitgegeven, bijvoorbeeld "Tommy" van The Who en "Disintegration" van The Cure. 